# Mazdakism
Mazdakism var en religiös och politiskt radikal persisk sekt under 500-talet, uppkallad efter grundaren Mazdak. Han var påverkad av sin fars religiösa utläggningar och såg sig själv som en profet utsänd av Gud. Mazdak menade att den persiska statsreligionen zoroastrismen måste renas och reformeras eftersom den ojämna fördelningen av resurser och egendom hade sin orsak i att människorna förirrat sig bort från Guds och hans profet Zarathustras krav på jämlikhet och rättfärdighet.
Drag från manikeismen knöts samman med radikala krav på kollektiv egendom, familjens upplösning och kvinnogemenskap. Enligt Mazdak är alla människor födda som jämlikar till samma rättigheter, och den som har ett överflöd av egendom (eller av kvinnor i till exempel ett harem), har ingen rätt till detta överflöd. Ingen har rätt att besitta mer än någon annan, sade Mazdak och gjorde anspråk på att detta var en direkt order från Gud. Kravet på "kvinnogemenskap" innebar att de många män som var ogifta skulle få tillgång till de gifta kvinnorna – förmögna män kunde vara gifta med flera hustrur samtidigt – genom familjens upplösning.
Enligt Mazdak har Gud placerat medlen eller verktygen för vår försörjning på jorden för att vi ska använda dem var och en efter begåvning eller anlag för yrkesskicklighet. Resultatet eller utfallet av produktionen ska sedan delas lika mellan alla. Mänskligheten har förirratt sig bort från detta Guds bud så att vissa har kommit att dominera över andra, så att de starka har besegrat de svaga och tagit egendom som tillhör alla i enskild besittning. Världen har gått från rättfärdighet till synd, eller från att stå på ljusets sida till att stå på mörkrets sida, på grund av att fem demoner släppts fria att förstöra världen och människornas själar: Missunsamhet, Nöd, Lystnad, Förbittring och Vedergällning. Enligt Mazdaks dualistiska världsbild måste människorna därför i tanke, ord och handling välja motsatserna till dessa demoner, det vill säga generositet, trygghet, avskiljande (stillade begär), förnöjsamhet och försoning.  
Mazdak predikade som botemedel goda gärningar, att erbjuda sin hjälp till andra, att undvika att dominera andra och därför frivilligt lämna ifrån sig makt och ekonomiskt överflöd, att inte tillfoga andra någon som helst skada, att undvika att utgjuta andras blod. Att adelns kvinnor gifte sig med fattiga bönder och jordlösa kunde vara en väg att åstadkomma den nödvändiga utjämningen och att ljuset fick ett övertag över mörkret. 
Mazdaks radikala budskap ledde dock till att sämre lottade slöt sig samman i militanta grupper och att gods och rikemanshem plundrades. Efter påtryckningar från den persiska adeln och det zoroastriska (se zoroastrism, Zarathustra) prästerskapet lät den sassanidiske kungen Kavadh I avrätta Mazdak och hans anhängare år 529.